# Obrium huae
Obrium huae es una especie de escarabajo longicornio del género Obrium, categorizada en la tribu Obriini, de la subfamilia Cerambycinae. Fue descrita por Niisato en 1998.

## Descripción
Mide 3 mm de longitud.

## Distribución
Se distribuye por Laos y Vietnam.